# Offizialdelikt (Österreich)
Ein Offizialdelikt ist in Österreich eine strafbare Handlung, die die Staatsanwaltschaft von Amts wegen verfolgen muss. Ein Offizialdelikt kann von jeder Person angezeigt werden, die Kenntnis darüber erhält – die Anzeige kann auch nicht mehr zurückgezogen werden. Eine Einschränkung des in § 2 StPO normierten Grundsatzes der Amtswegigkeit stellt das Ermächtigungsdelikt dar, das durch die Staatsanwaltschaft nur verfolgt wird, wenn der Betroffene die Staatsanwaltschaft dazu ermächtigt. Im Gegensatz dazu sind Privatanklagedelikte Ausnahmen vom Grundsatz der Amtswegigkeit, da diese ausschließlich durch den Geschädigten als Privatankläger und nicht durch die Staatsanwaltschaft verfolgt werden können.
Sehr eindrückliche Beispiele für Offizialdelikte sind Mord (§ 75 StGB), Raub (§ 142 StGB), Diebstahl (§ 127 StGB), Körperverletzung (§ 83 StGB) und Stalking (§ 107a StGB). Alle Delikte, die im jeweiligen Gesetz nicht ausdrücklich anders bestimmt sind, sind gemäß § 2 StPO und Umkehrschluss von § 71 StPO ebenfalls Offizialdelikte. Dadurch ist die Verfolgung eines Offizialdelikts in Österreich die Normalform der Strafverfolgung.